# شورش‌های غذا در خاورمیانه
شورش‌های غذا در خاورمیانه (انگلیسی: Food riots in the Middle East) چندین شورش غذا در کشورهای خاورمیانه بود که در قرن بیستم و بیست و یکم به‌وجود آمد.
شورش‌های غذا به اعتراضات و تنش‌های اجتماعی گفته می‌شود که به دلیل کمبود مواد غذایی و قیمت بالای مواد در سطح جامعه به‌وجود می‌آیند.
دلایلی که به شورش غذا منجر شده می‌توانند ذخیره مواد غذایی، تورم و ضعف اقتصادی در یک کشور باشد. شورش‌های غذا حتی به خیزش‌های اجتماعی نیز منجر شده‌است. مانند شورش سال ۱۹۸۸ در الجزایر. شورش غذا همچنین به صورت انتقاد از ریاضت کشی اقتصادی، و سیاست‌های تعدیل ساختاری مرتبط با صندوق بین‌المللی پول نیز نمود پیدا می‌کند. شورش نان در سال ۱۹۷۷ در مصر یکی از این نمونه هاست.

## مصر
در اول اکتبر سال ۱۹۸۴ مردم مصر در منطقه کفر الدوار که یک منطقه صنعتی در اسکندریه است دست به شورش زدند و هشت ساعت با پلیس درگیر شدند. شورشیان که صدها نفر بودند با سنگ به نیروهای پلیس تهاجم کردند، خودروها را واژگون کردند و شیشه مغازه‌ها را شکستند. پلیس مصر گفت یک نفر کشته شد، ۱۳ تن زخمی شدند و ۴۰ نفر از جمله تعدادی پلیس دستگیر شدند.

## اردن
در اردن در سال‌های ۱۹۸۹ و در شروع سال قیمت‌ها میان ده تا پانزده درصد افزایش داشت. این ناآرامی در شهر معان در جنوب اردن شروع شد و به دیگر شهرهای جنوب گسترش پیدا کرد. دست کم ۴ شهروند و یک سرباز کشته شدند و این رقم به ۳۲ نفر رسید. در این هنگام ملک حسین پادشاه اردن در مصاحبه‌ای گفت اقتصاد ما قوی است و چشم‌انداز آن هم بزرگ است. ما مجبور بودیم که دینار اردنی را تنزل قیمت بدهیم و اخیراً با صندوق بین‌المللی پول مذاکره کردیم تا بدهی‌های خارجی اردن که نیمی از آن نظامی و نیمی اقتصادی است برنامه‌ریزی مجدد شود. این نتیجه وضعیت وحشتناک عملی نشدن وعده‌های کشورهای عرب در اجلاس بغداد است و میزان این بدهی خارجی به همان میزانی خواهد بود که کشورهای عرب عمل کنند.

## مراکش
مراکش در سال‌های ۱۹۳۷ و ۱۹۸۱ و ۸۴ شاهد شورش‌های غذا بود.

## لبنان
در روز پنجشنبه، ۲۷ اوت ۱۹۸۷ در بیروت پایتخت لبنان تظاهرات برای غذای شروع شد و طی چند روز به شهرهای دیگر لبنان کشیده شد. راهپیمایان در شهر جنوبی صیدا شعار می‌دادند: «ما گرسنه‌ایم، ما غذا می‌خواهیم». این تظاهرات توسط پلیس در شرق لبنان سرکوب شد.
طی ۱۲ سال جنگ داخلی در لبنان و مرگ ۱۲۰۰۰۰ نفر در آن، قیمت هر لیره لبنانی از ۳۰۰ لیره برای یک دلار به یک لیره رسید. در زمانی که لبنان ۸۵ درصد از نیازهای اساسی اش را وارد می‌کرد نرخ سقوط ارز پیامدهای قابل توجهی را بر روی اقتصاد و جامعه لبنان داشت.

## ایران
در خلال جنگ جهانی دوم (۱۳۲۰) بدنبال اشغال ایران توسط متفقین و فقدان یک دولت مرکزی قوی و کارآمد مشکلات معیشتی اسفناکی برای مردم ایران به‌ویژه در تهران ایجاد شد؛ به طوری که دغدغه بسیاری از مردم تأمین نان بود. از طرفی روس‌ها مانع از رسیدن گندم از طرف آذربایجان به تهران می‌شدند و از طرف دیگر انگلستان با اهرم گندم سیاست‌های خود را پیش می‌برد. میان سیاستمداران ایرانی نیز جنگ برای تصاحب قدرت همچنان ادامه داشت.
روند اعتراضات مردمی بر اثر مشکلات معیشتی به شورش نان در ایران منجر گردید. تلاشهای نمایندگان مجلس برای آرام کردن مردم مؤثر واقع نشد و گروهی از مردم به ساختمان مجلس حمله کرده و آن را اشغال کردند. سپس جمعیت معترض به سمت بازار تهران حرکت کردند. آنها ابتدا شیشه‌ها و تابلوهای مغازه‌ها و اماکن را درهم شکستند و سپس اقدام به غارت فروشگاه‌های مواد غذایی و سایر مغازه‌ها کردند. یک گروه از جمعیت معترض به خانه قوام نخست‌وزیر وقت حمله کردند. در غروب آن روز ارتش و پلیس به خیابانهای مرکز تهران بازگشتند. در ۱۸ آذر ۱۳۲۱ اعتراضات مردم ادامه یافت، گروه‌هایی از دانشجویان در دانشگاه تهران سازماندهی شده و به سمت مجلس حرکت کردند. براساس اعلامیه‌های حکومت نظامی نیروهای پلیس برای جلوگیری از هرگونه تظاهراتی واکنش نشان دادند. مسلسل‌ها و تانک‌ها در تقاطع‌های مهم نشانه‌گیری شده بود و سربازان انگلیسی و لهستانی در میدان‌های بزرگ تهران به چشم می‌خوردند. سربازان ایرانی با شلیک مسلسل در میدان بهارستان به مقابله با جمعیت دانشجو و مردم معترض پرداختند که در نتیجه آن حدود ۶۰۰ نفر کشته یا زخمی شدند.
بحران ناشی از شورش نان و کشتار مردم تا آنجا پیش رفت که سرانجام به دنبال یک سرشماری عمومی در ۲۷ آذر ۱۳۲۱ برای همه اهالی تهران کارت‌های جیره‌بندی نان صادر شد.
شورش نان منجر به سقوط دولت قوام شد و در ۲۴ بهمن ۱۳۲۱ مجلس به علی سهیلی به عنوان نخست‌وزیر و جانشین قوام رای داد.
واردات گندم به ایران توسط متفقین و افزایش برداشت محصول در سال ۱۳۲۲ نهایتاً منجر به خاتمه بحران خوراک زمان جنگ در ایران در پاییز سال ۱۳۲۲ شد.
آغاز شورش نان که منجر به بازگشت سربازان اشغالگر متفقین به تهران شده بود باعث گردید که آنها تا ۱۶ مرداد ۱۳۲۴ در تهران باقی بمانند.